# Konstanty Gorski
Konstanty Antoni Gorski (13. června 1859 Lida – 31. května 1924 Poznaň) byl polský hudební skladatel, houslista, varhaník a pedagog.

## Životopis
Narodil se 13. června 1859 v běloruském městě Lida. Vystudoval první filologické gymnázium ve Vilně. Hudební vzdělání získal ve Varšavě pod vedením Apolináře Kątského. Ve studiu pokračoval na petrohradské konzervatoři. V roce 1881 absolvoval ve třídě významného maďarského houslisty a pedagoga Leopolda Auera. Získal velkou stříbrnou medaili a statut „svobodného umělce“. Následující rok strávil studiem skladby a instrumentace ve třídě slavného ruského skladatele Nikolaje Rimského-Korsakova.
V roce 1890 po osmileté cestě přes Rusko a Gruzii dorazil do ukrajinského Charkova, kde zůstal 29 let. Tato léta strávil výukou mládeže na charkovském hudebním gymnáziu, působil jako dirigent symfonického orchestru a polského a církevního pěveckého sboru, který vznikl jeho zásluhou. Zůstal oblíbeným publicistou a vysoce ceněným interpretem hudebních skladeb jiných hudebníků. Úctu mu složil i známý ruský hudební skladatel Petr Iljič Čajkovskij.
Politické a ekonomické změny v ruském impériu, především Říjnová revoluce v roce 1917, měly velký vliv na osud jeho rodiny. V předtuše blížící se občanské války a bez možnosti pokračovat ve své práci v Charkově vzal svou rodinu a vrátil se do Polska, které dosáhlo svobody. Nejprve se usadil ve Varšavě, kde pak pracoval jako stepař v kinech. Posléze odešel do Poznaně a dosáhl pozice koncertního mistra zdejšího divadla a zastával ji až do konce života.
Zemřel 31. května 1924 v Poznani, kde společně se svojí rodinou dožíval. Bylo mu 64 let.